# Robert L. Hoyt
Pour les articles homonymes, voir Hoyt.
Robert L. Hoyt est un ingénieur du son américain.

## Filmographie (sélection)
- 1971 : Un frisson dans la nuit (Play Misty for Me) de Clint Eastwood
- 1972 : La Légende de Jesse James (The Great Northfield Minnesota Raid) de Philip Kaufman
- 1973 : Tuez Charley Varrick ! (Charley Varrick) de Don Siegel
- 1974 : Spéciale Première (The Front Page) de Billy Wilder
- 1974 : 747 en péril (Airport 1975) de Jack Smight
- 1974 : Sugarland Express (The Sugarland Express) de Steven Spielberg
- 1975 : Les Dents de la mer (Jaws) de Steven Spielberg
- 1975 : La Sanction (The Eiger Sanction) de Clint Eastwood
- 1976 : Un tueur dans la foule (Two-Minute Warning) de Larry Peerce
- 1976 : Car Wash de Michael Schultz
- 1976 : Le Pirate des Caraïbes (Swashbuckler) de James Goldstone
- 1976 : La Bataille de Midway (Midway) de Jack Smight
- 1976 : Complot de famille (Family Plot) d'Alfred Hitchcock
- 1977 : MacArthur, le général rebelle (MacArthur) de Joseph Sargent
- 1977 : Le Toboggan de la mort (Rollercoaster) de James Goldstone
- 1977 : La Castagne (Slap Shot) de George Roy Hill
- 1979 : Airport 80 Concorde (The Concorde... Airport '79) de David Lowell Rich
- 1979 : Le Prisonnier de Zenda (The Prisoner of Zenda) de Richard Quine
- 1982 : La Féline (Cat People) de Paul Schrader
- 1985 : The Breakfast Club de John Hughes
- 1990 : Comme un oiseau sur la branche (Bird on a Wire) de John Badham
- 1990 : Une trop belle cible (Catchfire) de Dennis Hopper

## Distinctions

### Récompenses
- Oscars 1976 : Oscar du meilleur mixage de son pour Les Dents de la mer

### Nominations
- BAFTA 1976 : BAFA du meilleur son pour Les Dents de la mer